# マチュー・クリックボーム

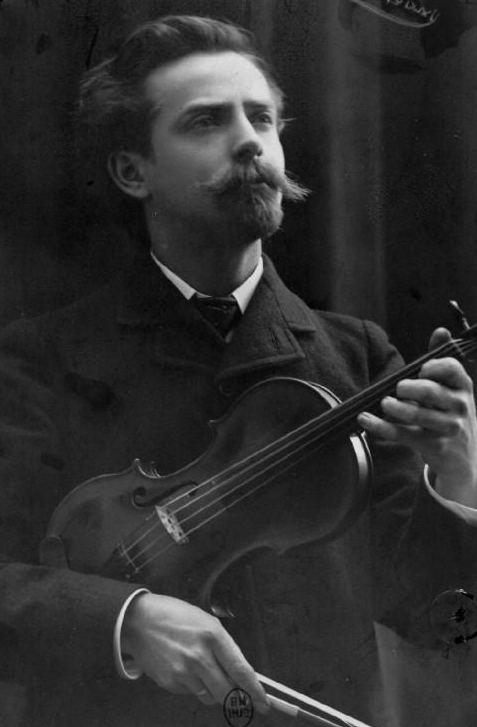
マチュー・クリックボーム。1905年撮影

マチュー・ジェラール・アドラン・クリックボーム（Mathieu Gérard Adelin Crickboom, 1871年3月2日 - 1947年10月30日）は、ベルギーのヴァイオリニスト、教育者、作曲家。

## 人物
ヴェルヴィエ郊外のオディモンで生まれ、ヴェルヴィエ音楽学校 (l'École de Musique de Verviers) で学ぶ。1887年に16歳で高等ディプロム (diplôme supérieur) を修了し、その年からブリュッセル王立音楽院のウジェーヌ・イザイのクラスに入った。イザイは一番の弟子は誰かと訊かれるのを嫌っていたが、あるときはっきりと「クリックボームです」と答え、「彼は時々、私が言ったのと正反対のことをするからです」と続けたと、息子のアントワーヌ・イザイ (Antoine Ysaÿe) は記している。
イザイ弦楽四重奏団 (Ysaye Quartet) にクリックボームは1888年から参加し、1893年にはドビュッシーの弦楽四重奏曲を初演、1892年に行われたエルネスト・ショーソンの『ヴァイオリン、ピアノと弦楽四重奏のための協奏曲』の初演にも加わっている。モネ劇場管弦楽団のコンサートマスターも務めた。
1895年にバルセロナに移り、オペラが中心だったこの地に室内楽を広めることを目標にしたフィルハーモニー協会と、フィルハーモニー協会学校 (Acadèmia de la Societat Filharmònica) を設立した。ホセ・ロカブルナ (José Rocabruna) 、ラファエル・ガルベス (Rafael Gálvez Bellido) 、パブロ・カザルスと「クリックボーム四重奏団」を結成し、エンリケ・グラナドスのピアノとの二重奏や、カザルスを加えたピアノ三重奏での演奏活動も行った。
1904年にブリュッセルに戻り、後半生はほぼこの地で過ごした。リエージュ王立音楽院や、ブリュッセル王立音楽院で教鞭を執り、1947年にブリュッセル郊外のイクセルで没する。
作曲も行い、ブリュッセルのショット社 (Schott frères) から楽譜が出版されているが、ヴァイオリンのレパートリーへの最大の貢献は、作曲・編纂した多くのヴァイオリン教本であり、技術練習や練習曲、二重奏曲、有名な旋律の編曲などが含まれている。
クリックボームは、イザイから無伴奏ヴァイオリンソナタ第5番を、ショーソンからは絶筆となった弦楽四重奏曲を献呈されている。しかしアントワーヌ・イザイによれば、クリックボームがイザイのソナタを公の場で演奏することはなかった。